# Guitar Hero: Van Halen
Guitar Hero: Van Halen est un jeu de rythme consacré au groupe Van Halen et à quelques autres groupes. Le jeu est disponible en Europe depuis le 19 février 2010 sur PlayStation 2, Wii, PlayStation 3 et Xbox 360.
Il fait partie de la série Guitar Hero et est jouable à la batterie, à la guitare, au chant et à la basse.

## Titres de Van Halen
1. Ain't Talkin' 'Bout Love
2. And the Cradle Will Rock...
3. Atomic Punk
4. Beautiful Girls
5. Cathedral
6. Dance the Night Away
7. Eruption
8. Everybody Wants Some!!
9. Feel Your Love Tonight
10. Hang ‘Em High
11. Hear About It Later
12. Hot for Teacher
13. Ice Cream Man
14. I'm the One
15. Intruder/(Oh) Pretty Woman
16. Jamie's Cryin'
17. Jump
18. Little Guitars
19. Loss of Control
20. Mean Street
21. Panama
22. Romeo Delight
23. Runnin' with the Devil
24. So This Is Love?
25. Somebody Get Me a Doctor
26. Spanish Fly
27. Unchained
28. You Really Got Me